# Andrzej Jurczyński
Andrzej Jurczyński (ur. 10 listopada 1950 w Częstochowie) – polski żużlowiec i trener sportu żużlowego.
Przez całą sportową karierę (1968–1986) reprezentował barwy klubu Włókniarz Częstochowa, pięciokrotnie zdobywając medale drużynowych mistrzostw Polski: złoty (1974), 2 srebrne (1975, 1976) oraz 2 brązowe (1977, 1978). Był również dwukrotnym medalistą mistrzostw Polski par klubowych: srebrnym (Ostrów Wielkopolski 1977) oraz brązowym (Gdańsk 1976).
W 1973 r. zdobył w Zielonej Górze brązowy medal młodzieżowych indywidualnych mistrzostw Polski. Dwukrotnie startował w finałach indywidualnych mistrzostw Polski (Bydgoszcz 1972 – XIV m., Częstochowa 1975 – XII m.). Czterokrotnie uczestniczył w finałach "Złotego Kasku" (1974 – VII m., 1975 – XII m., 1976 – XI m., 1977 – VIII m.). Dwukrotnie (1976, 1977) zajął III m. w memoriałach im. Bronisława Idzikowskiego i Marka Czernego w Częstochowie.
Największy sukces w karierze osiągnął w 1974 r. w Chorzowie, zdobywając brązowy medal drużynowych mistrzostw świata. W latach 1974–1978 czterokrotnie startował w eliminacjach indywidualnych mistrzostw świata, najlepszy wynik osiągając w 1977 r., w którym awansował do finału kontynentalnego rozegranego w Togliatti (w turnieju tym zajął XVI m.).
Po zakończeniu kariery zajął się pracą szkoleniową we Włókniarzu Częstochowa, w 2003 r. doprowadzając do zdobycia czwartego w historii klubu złotego medalu drużynowych mistrzostw Polski.